# Protexarnis barbara
Protexarnis barbara är en fjärilsart som beskrevs av Corti och Max Wilhelm Karl Draudt 1933. Protexarnis barbara ingår i släktet Protexarnis och familjen nattflyn. Inga underarter finns listade i Catalogue of Life.